# Charles Ritchie, 1. Baron Ritchie of Dundee

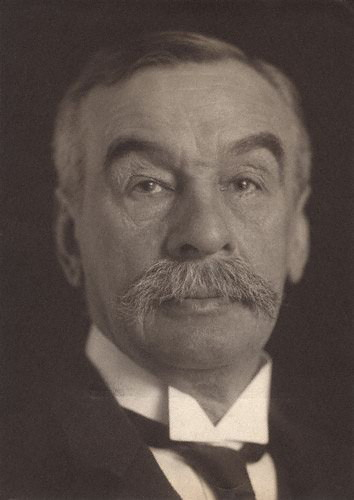
Charles Ritchie, 1. Baron Ritchie of Dundee

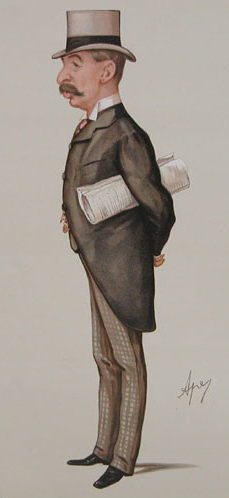
Charles Ritchie in einer Karikatur von Carlo Pellegrini in der Zeitschrift Vanity Fair vom 31. Oktober 1885

Charles Thomson Ritchie, 1. Baron Ritchie of Dundee PC (* 9. November 1838 in Dundee, Schottland; † 9. Januar 1906 in Biarritz, Département Pyrénées-Atlantiques, Frankreich) war ein britischer Rechtsanwalt und Politiker der Conservative Party, der zwischen 1874 und 1905 mit einer dreijährigen Unterbrechung Mitglied des House of Commons sowie von 1900 bis 1902 Innenminister und zwischen 1902 und 1903 Schatzkanzler war. 1905 wurde er als Baron Ritchie of Dundee in den erblichen Adelsstand erhoben und gehörte damit dem House of Lords bis zu seinem Tod als Mitglied an.

## Leben

### Unterhausabgeordneter, Kommunal- und Handelsminister
Ritchie war nach dem Besuch der City of London School bei William Ritchie & Sons beschäftigt, einem seiner Familie gehörenden Unternehmen mit Sitzen in London und Dundee, das Handel mit Britisch-Indien sowie auf dem Gebiet von Jute- und Textilmanufakturen betrieb.
Er wurde am 31. Januar 1874 als Kandidat der Conservative Party erstmals zum Mitglied des House of Commons gewählt und vertrat dort zunächst bis zum 24. November 1885 den Wahlkreis Tower Hamlets sowie im Anschluss zwischen dem 24. November 1885 und dem 4. Juli 1892 den Wahlkreis St George.
Nach dem Wahlsieg der konservativen Tories übernahm er am 23. Juni 1885 nach seiner Ernennung durch Premierminister Robert Gascoyne-Cecil, 3. Marquess of Salisbury als Parlamentarischer Sekretär Admiralität (Parliamentary Secretary to the Admiralty) sein erstes Regierungsamt und bekleidete dieses zunächst bis zum 1. Februar 1886. Nachdem der Marquess of Salisbury am 3. August 1886 erneut das Amt des Premierministers übernommen hatte, wurde er Minister für Kommunalverwaltung (President of the Board of Local Government) und übte das Amt diesmal bis zum 15. August 1892 aus. Während seiner Amtszeit kam es 1889 zur Auflösung des Metropolitan Board of Works (MBW) wegen der dort anwachsenden Korruption und zum Ersatz dieses Gremiums durch den London County Council (LCC).
Nachdem Ritchie bei der Unterhauswahl vom 4. Juli 1892 seinen Wahlkreis St George an John Benn, den Vater von William Benn und Großvater von Tony Benn, verloren hatte, schied er aus dem Unterhaus aus und wurde erst bei der darauf folgenden Wahl am 24. Mai 1895 wieder in das House of Commons gewählt, in dem er nunmehr bis zum 22. Dezember 1905 den Wahlkreis Croydon vertrat.
Am 25. Juni 1895 wurde Ritchie von Premierminister Salisbury zum Handelsminister (President of the Board of Trade) berufen und bekleidete dieses Amt bis zum 7. November 1900.

### Innenminister, Schatzkanzler und Oberhausmitglied
Dann übernahm er am 12. November 1900 im Rahmen einer Kabinettsumbildung von Matthew White Ridley das Amt des Innenministers (Home Secretary), während Gerald Balfour sein Nachfolger als President of the Board of Trade wurde.
Nach dem Amtsantritt von Arthur Balfour als Premierminister am 11. Juli 1902 gab er das Amt des Innenministers an Aretas Akers-Douglas, während er selbst von Balfour am 11. August 1902 das Amt des Schatzkanzlers (Chancellor of the Exchequer) ernannt wurde und damit zum Nachfolger von Michael Hicks Beach. Das Amt des Schatzkanzlers hatte er bis zum 9. Oktober 1903 inne und wurde danach von Austen Chamberlain abgelöst.
Ritchie wurde nach seinem Ausscheiden aus dem Unterhaus durch ein Letters Patent vom 22. Dezember 1905 als Baron Ritchie of Dundee, of Welders in the Parish of Chalfont St. Giles in the County of Buckingham, in den erblichen Adelsstand (Hereditary Peerage) erhoben und gehörte damit bis zu seinem Tod nur vierzehn Tage später dem House of Lords als Mitglied an.
Aus seiner am 7. Dezember 1858 mit Margaret Ower geschlossenen Ehe gingen zwei Töchter und der Sohn Charles Ritchie hervor, der nach seinem Tod den Titel als 2. Baron Ritchie of Dundee erbte. Sein älterer Bruder James Thomson Ritchie war zwischen 1903 und 1904 Lord Mayor of London.